# República Liberal (Chile)

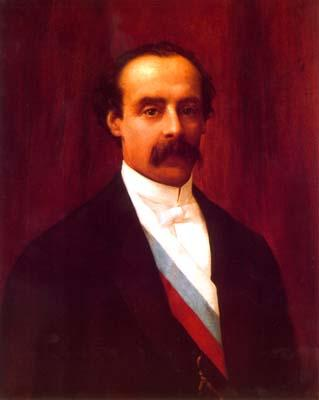
Balmaceda fue el último presidente de este período.

La República Liberal es un periodo de la historia de Chile que se extendió entre 1861 y 1891. Se caracterizó por el ascenso al poder del Partido Liberal (PL), después de una división del Partido Conservador (PCon). Durante este período, se promulgaron las principales reformas constitucionales que limitaron el poder del presidente y ampliaron el del Congreso Nacional. Además, se crearon las denominadas leyes laicas (la de cementerios laicos en 1883, la de matrimonio civil en 1884 y la de registro civil en 1884).

## Desarrollo y reformas
En 1861, el presidente Manuel Montt era partidario de nombrar como su sucesor a Antonio Varas, su mayor aliado político y ministro del Interior. La sola candidatura del ministro y la perspectiva de otros cinco años de gobierno autoritario unieron a los liberales y a sectores disidentes del bloque conservador a buscar una negociación que abriera un régimen ya desgastado y demasiado restrictivo. Con ello lograron la elección de José Joaquín Pérez (1861-1871).
Se acordó una serie de reformas constitucionales que limitaron el poder del presidente de la República: prohibición de reelección inmediata del presidente (1871) y las reformas de 1874.

### Reformas liberales
- Limitación del uso de las facultades extraordinarias del presidente en la declaración del estado de sitio
- Incompatibilidad de cargos de nombramiento presidencial y cargos electos (no se podían suspender las libertades públicas ni detener a los parlamentarios)
- Reducción del cuórum para las sesiones de ambas cámaras del Congreso Nacional
- Simplificación del sistema de acusaciones hacia los ministros de Estado
- Cambios en el sistema de elección de los senadores y reducción de su mandato de 8 a 6 años

Entre 1861 y 1891, se sucedieron los gobiernos liberales al tiempo que aumentaba también el poder de las nuevas aristocracias, nacidas del comercio y la especulación financiera, y las muy nacientes clases media y obrera.
La República Liberal coincidió con el periodo de expansión territorial (Ocupación de la Araucanía, incorporación de territorios ganados en la Guerra del Pacífico y la Isla de Pascua a la soberanía chilena), una época de fuerte desarrollo económico, aumento de la población y producción cultural.
Finalmente, la República Liberal concluyó en 1891, después de «presiones políticas» ejercidas por la mayoría del cuórum parlamentario (y luego de los debates que estos sostuvieron con el presidente José Manuel Balmaceda, respecto al presupuesto fiscal redactado por este último). Durante un par de meses, Chile se sumergió en la llamada Guerra civil de 1891 o Revolución de 1891, que, además de terminar con 30 años de gobierno liberal, acabó con la vida del presidente Balmaceda y con varios de sus aliados, soldados del ejército chileno y partidarios, a causa de las batallas de Concón (21 de agosto de 1891) y de Placilla (28 de agosto de 1891) donde el presidente dimitió en su cargo, se asiló en la embajada argentina en Santiago y dejó a un viejo héroe de la guerra del Pacífico, Manuel Baquedano González, a cargo de la defensa de la capital (que también fue derrotado por parte del ejército congresista), al terminar su mandato, se suicidó.

## Presidentes del periodo
- José Joaquín Pérez (1861-1871)
- Federico Errázuriz Zañartu (1871-1876)
- Aníbal Pinto (1876-1881)
- Domingo Santa María (1881-1886)
- José Manuel Balmaceda (1886-1891)

| Predecesor: República Conservadora | Periodos de la Historia de Chile 1861–1891 | Sucesor: República Parlamentaria |

- Datos: Q6106029